# 二階堂貞明
二階堂 貞明（にかいどう さだあき）は、下野喜連川藩の家老。号は量山（りょうざん）。
第9代喜連川藩主である喜連川煕氏に仕えた家老で、煕氏と一緒に藩政改革を行なった。だが改革は下士からの批判が強く、煕氏没後の文久2年（1862年）10月に子の貞則（主殿輔）とともに失脚した。
慶応4年（1868年）7月、子の貞則と官軍に対して喜連川縄氏が会津藩と内通したと讒訴した。疑念を抱いた官軍の高塩又四郎（喜連川藩出身・鳥取藩隊長）は、佐賀藩士・中島彦九郎と喜連川御所に重臣を集め、二階堂父子を問いただしたところ讒訴が発覚した。このため、8月13日、縄氏によって貞明・貞則父子・邦之助（貞則の弟）やこの企てに加わった者は斬首となった。享年53。（貞則はさらに曝し首の刑に処された。）